# ASPTT Mulhouse Volley-Ball 2019-2020
Questa voce raccoglie le informazioni riguardanti l'ASPTT Mulhouse Volley-Ball nelle competizioni ufficiali della stagione 2019-2020.

## Organigramma societario
Area direttiva
- Presidente: Daniel Braun

Area tecnica
- Allenatore: François Salvagni
- Allenatore in seconda: Christophe Magail

## Rosa
| N° | Nome                           | Ruolo | Data di nascita  | Nazionalità sportiva |
| -- | ------------------------------ | ----- | ---------------- | -------------------- |
| 1  | Héléna Cazaute                 | S     | 17 dicembre 1997 | Francia              |
| 2  | Elyssa Lajmi                   | S     | 11 agosto 2002   | Francia              |
| 3  | Ol'ha Trač                     | C     | 15 novembre 1988 | Ucraina              |
| 4  | Carli Snyder                   | S     | 7 settembre 1996 | Stati Uniti          |
| 5  | Laura Künzler                  | S     | 25 dicembre 1996 | Svizzera             |
| 6  | Manon Jaegy                    | L     | 25 ottobre 2001  | Francia              |
| 8  | Indy Baijens                   | C     | 4 febbraio 2001  | Paesi Bassi          |
| 9  | Léa Soldner                    | L     | 10 febbraio 1996 | Francia              |
| 10 | Madison Bugg                   | P     | 4 agosto 1994    | Stati Uniti          |
| 12 | Katarina Budrak                | S     | 5 febbraio 1998  | Montenegro           |
| 13 | Laetitia Moma Bassoko          | O     | 9 ottobre 1993   | Camerun              |
| 14 | Aurélia Ebatombo               | S     | 1º ottobre 1998  | Francia              |
| 15 | Bernarda Brčić                 | P     | 12 maggio 1991   | Croazia              |
| 16 | Léandra Olinga-Andela          | C     | 12 agosto 1997   | Camerun              |
| 17 | Andra Artin                    | S     | 21 febbraio 2000 | Romania              |
| 20 | Typhaine Henry-Schwindenhammer | C     | 23 luglio 2002   | Francia              |

## Risultati

### Coppa di Francia

#### Fase a eliminazione diretta
| Ottavi di finale - 29 ottobre 2019 Palais des Sports, Mulhouse  | ASPTT Mulhouse | 3 - 0 | Marcq-en-Barœul | 25-22, 25-16, 25-21               |
| Quarti di finale - 12 novembre 2019 Palais des Sports, Mulhouse | ASPTT Mulhouse | 3 - 2 | Béziers         | 21-25, 21-25, 35-33, 25-23, 16-14 |
| Semifinali - 16 maggio 2020 Palais des Victoires, Cannes        | ASPTT Mulhouse | -     | Venelles        | annullata                         |

### Coppa CEV

#### Fase a eliminazione diretta
| Sedicesimi di finale (andata) - 4 dicembre 2019 Hala Podpromie, Rzeszów       | Developres Rzeszów | 3 - 2 | ASPTT Mulhouse     | 26-24, 23-25, 25-22, 20-25, 15-7                    |
| Sedicesimi di finale (ritorno) - 18 dicembre 2019 Palais des Sports, Mulhouse | ASPTT Mulhouse     | 3 - 2 | Developres Rzeszów | 24-26, 22-25, 25-23, 25-13, 15-12 Golden set: 13-15 |